# Joel Hastings Metcalf
Joel Hastings Metcalf (4 de enero de 1866–23 de febrero de 1925) fue un astrónomo estadounidense.
Metcalf se graduó en la Harvard Divinity School en 1892. Fungió como pastor unitario en Burlington (Vermont) y posteriormente en Taunton (Massachusetts), Winchester (Massachusetts) y Portland (Maine).
Descubrió o co-descubrió algunos cometas, incluyendo 23P/Brorsen-Metcalf y 97P/Metcalf-Brewington. También descubrió numerosos asteroides.